# Ingar
Ingar (indonesisch Pulau Ingar, auch Ingei) ist eine der indonesischen Watubela-Inseln, die zu den Molukken gehören.

## Geographie
Ingar ist die nördlichste der Watubela-Inseln. Die unbewohnte Insel gehört administrativ zum Desa Ilili auf der Insel Watubela.
Als Teil des Subdistrikts (Kecamatan) Wakate gehört Ingar zum Regierungsbezirk (Kabupaten) Ostseram (Seram Bagian Timur) der Provinz Maluku.